# Swiss Tchoukball
 (juin 2022).
Si vous disposez d'ouvrages ou d'articles de référence ou si vous connaissez des sites web de qualité traitant du thème abordé ici, merci de compléter l'article en donnant les références utiles à sa vérifiabilité et en les liant à la section « Notes et références ».
Swiss Tchoukball est la fédération nationale chargée du développement du tchoukball en Suisse. Elle est créée le 18 avril 1971, sous l'égide du Dr Hermann Brandt, créateur de ce sport et fédère, en avril 2022, 21 clubs.
L'association, qui s'appelait initialement Fédération Suisse de Tchoukball, change de nom le 1er septembre 2015 pour devenir Swiss Tchoukball.
Swiss Tchoukball est admise le 22 novembre 2019 comme membre par Swiss Olympic lors de la 23ème assemblée du Parlement du sport suisse.

## Clubs

### Clubs affiliés
Swiss Tchoukball compte 23 clubs membres.
- TC Berne
- TBC Carouge
- TBC La Chaux-de-Fonds
- Chavannes TBC
- Fair-Play Attitude (Froideville)
- TBC Fribourg
- TBC Genève
- TBC Lancy
- Lausanne TBC
- TBC Meyrin
- TBC Morges
- TBC Neuchâtel
- Nyon TBC
- TBC de la Plaine de l'Orbe
- Les Ponts-de-Martel TBC
- TBC Sion
- TBC Delémont
- Université Neuchâtel TBC
- TB Val-de-Ruz
- Venoge TBA
- TBC Vernier
- Wizards Sports (Winterthour)
- TBC Zurich

### Clubs non-affiliés
La Suisse compte trois clubs non-affiliés à la fédération
- TBC Onex
- TBC Puplinge
- TBC Köniz

## Assemblée des délégués
L'Assemblée des délégués est l'organe suprême de Swiss Tchoukball. Elle se réunit une fois par année, ou plus si nécessaire.
Y sont présentés un rapport des activités durant la saison passée et un programme d'activité pour la saison à venir. Les comptes et un nouveau budget y sont approuvés. La nomination du comité y est effectuée, ainsi que l'adhésion et la démission de clubs.

## Comité exécutif
Le Comité exécutif est l'organe exécutif de Swiss Tchoukball. Il est élu par l'Assemblée des délégués.
Il a comme attributions, entre autres, de déterminer la structure de Swiss Tchoukball, se fixer des objectifs, gérer le contact avec les clubs, associations affiliées, autorités civiles et institutions privées.

## Conférence des présidents
La Conférence des présidents se compose des présidents de clubs de Swiss Tchoukball ou de leurs remplaçants. Elle est convoquée selon les besoins.
C'est un organe consultatif où se discutent et se préparent les affaires importantes de la fédération à l'intention du Comité exécutif.

## Compétitions
Deux compétitions sont organisées par Swiss Tchoukball chaque année. La première, se déroulant sur toute la saison, est le championnat suisse. La seconde est la coupe suisse, un évènement se déroulant sur deux journées.

## Équipes nationales
Swiss Tchoukball organise des entraînements de sélection regroupant des joueurs de tout le pays afin de former la meilleure équipe possible pour représenter la Suisse lors de compétitions internationales. Il y a une équipe masculine, une équipe féminine et une équipe de moins de 18 ans. Ces entraînements qui durent cinq heures ont en moyenne lieu une fois par mois.
De plus, Swiss Tchoukball organise aussi les cellules espoirs. Considéré comme un entraînement interclubs, il permet aux joueurs de moins de 15 ans d'avoir un entraînement poussé de cinq heures environ tous les deux mois. De plus, si une équipe nationale junior peut être représentée internationalement, c'est parmi ces joueurs que l'équipe sera formée.